# Echipa națională de fotbal a Portugaliei
Echipa națională de fotbal a Portugaliei (portugheză Selecção Nacional de Futebol de Portugal) reprezintă Portugalia la competițiile fotbalistice internaționale inter-țări. Ea este controlată de Federația Portugheză de Fotbal și este membră a UEFA și FIFA. A devenit campioană europeană la ediția din 2016.
Selecționata portugheză a înregistrat cea mai mare performanță mondială la prima sa prezență într-un turneu final al Campionatului Mondial (Anglia 1966), când a ajuns în semifinale, fiind învinsă doar de echipa gazdă, care a câștigat titlul mondial în acel an. Conduși de liderul lor legendar, Eusébio, portughezii au făcut spectacol, eliminând campionii en titre, selecționata Braziliei, și reușind să întoarcă un rezultat de 0:3 în sferturi contra Coreei de Nord, într-un meci încheiat cu scorul de 5:3. Portugalia a terminat pe poziția a treia, iar Eusébio a fost declarat cel mai bun jucător al turneului.

## Palmares
| Competiții Internaționale | Competiții Continentale                                                                                             |
| - Campionatul Mondial (0) : - Locul 3 : 1966 - Locul 4 : 2006 - Cupa Confederațiilor (0) : - Locul 3 : 2017 - Jocurile Olimpice (0) : - Locul 4 : 1996 | - Campionatul European (1) : - Campioană : 2016 - Finalistă : 2004 - Liga Națiunilor (2) : - Campioană : 2019, 2025 |

## Finale
| Finale jucate la Campionatul Mondial                       | Finale jucate la Campionatul Mondial | Finale jucate la Campionatul Mondial | Finale jucate la Campionatul Mondial | Finale jucate la Campionatul Mondial | Finale jucate la Campionatul Mondial | Finale jucate la Campionatul Mondial | Finale jucate la Campionatul Mondial | Finale jucate la Campionatul Mondial |
| Finala mică                                                | Finala mică                          | Finala mică                          | Finala mică                          | Finala mică                          | Finala mică                          | Finala mică                          | Finala mică                          | Finala mică                          |
| Turneu                                                     | Locul 3                              | Scor                                 | Adversar                             |                                      | Turneu                               | Locul 4                              | Scor                                 | Adversar                             |
| ---------------------------------------------------------- | ------------------------------------ | ------------------------------------ | ------------------------------------ | ------------------------------------ | ------------------------------------ | ------------------------------------ | ------------------------------------ | ------------------------------------ |
| 1966                                                       | Portugalia                           | 2 - 1                                | Rusia                                | 2006                                 | Portugalia                           | 1 - 3                                | Germania                             |                                      |
| Finale jucate la Campionatul European                      |                                      |                                      |                                      |                                      |                                      |                                      |                                      |                                      |
| Câștigate                                                  | Câștigate                            | Câștigate                            | Câștigate                            |                                      | Pierdute                             | Pierdute                             | Pierdute                             | Pierdute                             |
| Turneu                                                     | Campioni                             | Scor                                 | Adversar                             | Turneu                               | Vice-campioni                        | Scor                                 | Adversar                             |                                      |
| 2016                                                       | Portugalia                           | 1 - 0                                | Franța                               | 2004                                 | Portugalia                           | 0 - 1                                | Grecia                               |                                      |
| Finale jucate la Cupa Confederațiilor și Jocurile Olimpice |                                      |                                      |                                      |                                      |                                      |                                      |                                      |                                      |
| Finala mică                                                |                                      |                                      |                                      |                                      |                                      |                                      |                                      |                                      |
| Turneu                                                     | Locul 3                              | Scor                                 | Adversar                             |                                      | Turneu                               | Locul 4                              | Scor                                 | Adversar                             |
| 2017                                                       | Portugalia                           | 2 - 1                                | Mexic                                | 1996                                 | Portugalia                           | 0 - 5                                | Brazilia                             |                                      |
| Finala jucată la Liga Națiunilor                           |                                      |                                      |                                      |                                      |                                      |                                      |                                      |                                      |
| Finala                                                     |                                      |                                      |                                      |                                      |                                      |                                      |                                      |                                      |
| Turneu                                                     | Campioană                            | Scor                                 | Adversar                             |                                      |                                      |                                      |                                      |                                      |
| 2019                                                       | Portugalia                           | 1 - 0                                | Țările de Jos                        |                                      |                                      |                                      |                                      |                                      |

## Campionatul Mondial
| 1930              | Nu a participat  | Nu a participat  | Nu a participat  | Nu a participat  | Nu a participat  | Nu a participat  | Nu a participat  | Nu a participat  | Nu a participat  | Nu a participat  |
| 1934 până în 1962 | Nu s-a calificat | Nu s-a calificat | Nu s-a calificat | Nu s-a calificat | Nu s-a calificat | Nu s-a calificat | Nu s-a calificat | Nu s-a calificat | Nu s-a calificat | Nu s-a calificat |
| 1966              | Finala mică      | 3                | 6                | 5                | 0                | 1                | 17               | 8                |                  |                  |
| 1970 până în 1982 | Nu s-a calificat | Nu s-a calificat | Nu s-a calificat | Nu s-a calificat | Nu s-a calificat | Nu s-a calificat | Nu s-a calificat | Nu s-a calificat | Nu s-a calificat | Nu s-a calificat |
| 1986              | Faza grupelor    | 17               | 3                | 1                | 0                | 2                | 2                | 4                |                  |                  |
| 1990 până în 1998 | Nu s-a calificat | Nu s-a calificat | Nu s-a calificat | Nu s-a calificat | Nu s-a calificat | Nu s-a calificat | Nu s-a calificat | Nu s-a calificat | Nu s-a calificat | Nu s-a calificat |
| 2002              | Faza grupelor    | 21               | 3                | 1                | 0                | 2                | 6                | 4                |                  |                  |
| 2006              | Finala mică      | 4                | 7                | 4                | 1                | 2                | 7                | 5                |                  |                  |
| 2010              | Optimi           | 11               | 4                | 1                | 2                | 1                | 7                | 1                |                  |                  |
| 2014              | Faza grupelor    | 18               | 3                | 1                | 1                | 1                | 4                | 7                |                  |                  |
| 2018              | Optimi           | 13               | 4                | 1                | 2                | 1                | 6                | 6                |                  |                  |
| 2022              | Sferturi         | 8                | 5                | 3                | 0                | 2                | 12               | 6                |                  |                  |
| 2026              | Va urma          | Va urma          | Va urma          | Va urma          | Va urma          | Va urma          | Va urma          | Va urma          | Va urma          | Va urma          |
| Total             | 8/22             | Locul 3          | 35               | 17               | 6                | 12               | 61               | 41               |                  |                  |

### Turnee
| Faza | Naționala | Scor | Adversar | Final |
| ---- | --------- | ---- | -------- | ----- |

| Grupe    | Portugalia | 3 - 2 | Ghana         | Victorie   |
| Grupe    | Portugalia | 2 - 0 | Uruguay       | Victorie   |
| Grupe    | Portugalia | 1 - 2 | Coreea de Sud | Înfrângere |
| Optimi   | Portugalia | 6 - 1 | Elveția       | Victorie   |
| Sferturi | Portugalia | 0 - 1 | Maroc         | Înfrângere |

| Grupe  | Portugalia | 3 - 3 | Spania  | Egal       |
| Grupe  | Portugalia | 1 - 0 | Maroc   | Victorie   |
| Grupe  | Portugalia | 1 - 1 | Iran    | Egal       |
| Optimi | Portugalia | 1 - 2 | Uruguay | Înfrângere |

| Grupe | Portugalia | 0 - 4 | Germania      | Înfrângere |
| Grupe | Portugalia | 2 - 2 | Statele Unite | Egal       |
| Grupe | Portugalia | 2 - 1 | Ghana         | Victorie   |

| Grupe  | Portugalia | 0 - 0 | Coasta de Fildeș | Egal       |
| Grupe  | Portugalia | 7 - 0 | Coreea de Nord   | Victorie   |
| Grupe  | Portugalia | 0 - 0 | Brazilia         | Egal       |
| Optimi | Portugalia | 0 - 1 | Spania           | Înfrângere |

| Grupe       | Portugalia | 1 - 0 | Angola        | Victorie   |
| Grupe       | Portugalia | 2 - 0 | Iran          | Victorie   |
| Grupe       | Portugalia | 2 - 1 | Mexic         | Victorie   |
| Optimi      | Portugalia | 1 - 0 | Țările de Jos | Victorie   |
| Sferturi    | Portugalia | 0 - 0 | Anglia        | Egal       |
| Sferturi    | Portugalia | 3 - 1 | Anglia        | Penalty    |
| Semifinale  | Portugalia | 0 - 1 | Franța        | Înfrângere |
| Finala mică | Portugalia | 1 - 3 | Germania      | Înfrângere |

| Grupe | Portugalia | 2 - 3 | Statele Unite | Înfrângere |
| Grupe | Portugalia | 4 - 0 | Polonia       | Victorie   |
| Grupe | Portugalia | 0 - 1 | Coreea de Sud | Înfrângere |

| Grupe | Portugalia | 1 - 0 | Anglia  | Victorie   |
| Grupe | Portugalia | 0 - 1 | Polonia | Înfrângere |
| Grupe | Portugalia | 1 - 3 | Maroc   | Înfrângere |

| Grupe       | Portugalia | 3 - 1 | Ungaria           | Victorie   |
| Grupe       | Portugalia | 3 - 0 | Bulgaria          | Victorie   |
| Grupe       | Portugalia | 3 - 1 | Brazilia          | Victorie   |
| Sferturi    | Portugalia | 5 - 3 | Coreea de Nord    | Victorie   |
| Semifinale  | Portugalia | 1 - 2 | Anglia            | Înfrângere |
| Finala mică | Portugalia | 2 - 1 | Uniunea Sovietică | Victorie   |

### Adversari
| Adversar         | Meciuri | Victorie | Egal | Înfrângere |                | Adversar | Meciuri | Victorie | Egal | Înfrângere |
| ---------------- | ------- | -------- | ---- | ---------- | -------------- | -------- | ------- | -------- | ---- | ---------- |
| Anglia           | 3       | 1        | 1    | 1          | Maroc          | 3        | 1       | 0        | 2    |            |
| Brazilia         | 2       | 1        | 1    | 0          | Coreea de Nord | 2        | 2       | 0        | 0    |            |
| Coreea de Sud    | 2       | 0        | 0    | 2          | Germania       | 2        | 0       | 0        | 2    |            |
| Ghana            | 2       | 2        | 0    | 0          | Iran           | 2        | 1       | 1        | 0    |            |
| Polonia          | 2       | 1        | 0    | 1          | Spania         | 2        | 0       | 1        | 1    |            |
| Statele Unite    | 2       | 0        | 1    | 1          | Uruguay        | 2        | 1       | 0        | 1    |            |
| Angola           | 1       | 1        | 0    | 0          | Bulgaria       | 1        | 1       | 0        | 0    |            |
| Coasta de Fildeș | 1       | 0        | 1    | 0          | Elveția        | 1        | 1       | 0        | 0    |            |
| Franța           | 1       | 0        | 0    | 1          | Mexic          | 1        | 1       | 0        | 0    |            |
| Rusia            | 1       | 1        | 0    | 0          | Țările de Jos  | 1        | 1       | 0        | 0    |            |
| Ungaria          | 1       | 1        | 0    | 0          |                |          |         |          |      |            |
| 11 echipe        | 18      | 8        | 4    | 6          | 10 echipe      | 17       | 9       | 2        | 6    |            |

## Campionatul European
| 1960 – 1964 | Nu s-a calificat | Nu s-a calificat | Nu s-a calificat | Nu s-a calificat | Nu s-a calificat | Nu s-a calificat | Nu s-a calificat | Nu s-a calificat | Nu s-a calificat | Nu s-a calificat | Nu s-a calificat |
| 1968 – 1972 | Nu s-a calificat | Nu s-a calificat | Nu s-a calificat | Nu s-a calificat | Nu s-a calificat | Nu s-a calificat | Nu s-a calificat | Nu s-a calificat | Nu s-a calificat | Nu s-a calificat | Nu s-a calificat |
| 1976 – 1980 | Nu s-a calificat | Nu s-a calificat | Nu s-a calificat | Nu s-a calificat | Nu s-a calificat | Nu s-a calificat | Nu s-a calificat | Nu s-a calificat | Nu s-a calificat | Nu s-a calificat | Nu s-a calificat |
| 1984        | Semifinale       | 3                | 4                | 1                | 2                | 1                | 4                | 4                |                  |                  |                  |
| 1988        | Nu s-a calificat | Nu s-a calificat | Nu s-a calificat | Nu s-a calificat | Nu s-a calificat | Nu s-a calificat | Nu s-a calificat | Nu s-a calificat | Nu s-a calificat | Nu s-a calificat | Nu s-a calificat |
| 1992        | Nu s-a calificat | Nu s-a calificat | Nu s-a calificat | Nu s-a calificat | Nu s-a calificat | Nu s-a calificat | Nu s-a calificat | Nu s-a calificat | Nu s-a calificat | Nu s-a calificat | Nu s-a calificat |
| 1996        | Sferturi         | 5                | 4                | 2                | 1                | 1                | 5                | 2                |                  |                  |                  |
| 2000        | Semifinale       | 3                | 5                | 4                | 0                | 1                | 10               | 4                |                  |                  |                  |
| 2004        | Vice-campioană   | 2                | 6                | 3                | 1                | 2                | 8                | 6                |                  |                  |                  |
| 2008        | Sferturi         | 7                | 4                | 2                | 0                | 2                | 7                | 6                |                  |                  |                  |
| 2012        | Semifinale       | 3                | 5                | 3                | 1                | 1                | 6                | 4                |                  |                  |                  |
| 2016        | Campioană        | 1                | 7                | 3                | 4                | 0                | 9                | 5                |                  |                  |                  |
| 2020        | Optimi           | 13               | 4                | 1                | 1                | 2                | 7                | 7                |                  |                  |                  |
| 2024        | Sferturi         |                  | 5                | 2                | 2                | 1                | 5                | 3                |                  |                  |                  |
| Total       | 9/17             | 1 titlu          | 44               | 21               | 12               | 11               | 61               | 41               |                  |                  |                  |

### Turnee Euro
| Faza | Naționala | Scor | Adversar | Final |
| ---- | --------- | ---- | -------- | ----- |

| Grupe    | Portugalia | 2 - 1 | Cehia    | Victorie   |
| Grupe    | Portugalia | 3 - 0 | Turcia   | Victorie   |
| Grupe    | Portugalia | 0 - 2 | Georgia  | Înfrângere |
| Optimi   | Portugalia | 0 - 0 | Slovenia | Egal       |
| Optimi   | Portugalia | 3 - 0 | Slovenia | Penalty    |
| Sferturi | Portugalia | 0 - 0 | Franța   | Egal       |
| Sferturi | Portugalia | 3 - 5 | Franța   | Penalty    |

| Grupe  | Portugalia | 3 - 0 | Ungaria  | Victorie   |
| Grupe  | Portugalia | 2 - 4 | Germania | Înfrângere |
| Grupe  | Portugalia | 2 - 2 | Franța   | Egal       |
| Optimi | Portugalia | 0 - 1 | Belgia   | Înfrângere |

| Grupe      | Portugalia | 1 - 1 | Islanda      | Egal     |
| Grupe      | Portugalia | 0 - 0 | Austria      | Egal     |
| Grupe      | Portugalia | 3 - 3 | Ungaria      | Egal     |
| Optimi     | Portugalia | 1 - 0 | Croația      | Victorie |
| Sferturi   | Portugalia | 1 - 1 | Polonia      | Egal     |
| Sferturi   | Portugalia | 5 - 3 | Polonia      | Penalty  |
| Semifinale | Portugalia | 2 - 0 | Țara Galilor | Victorie |
| Campioană  | Portugalia | 1 - 0 | Franța       | Victorie |

| Grupe      | Portugalia | 0 - 1 | Germania      | Înfrângere |
| Grupe      | Portugalia | 3 - 2 | Danemarca     | Victorie   |
| Grupe      | Portugalia | 2 - 1 | Țările de Jos | Victorie   |
| Sferturi   | Portugalia | 1 - 0 | Cehia         | Victorie   |
| Semifinale | Portugalia | 0 - 0 | Spania        | Egal       |
| Semifinale | Portugalia | 2 - 4 | Spania        | Penalty    |

| Grupe    | Portugalia | 2 - 0 | Turcia   | Victorie   |
| Grupe    | Portugalia | 3 - 1 | Cehia    | Victorie   |
| Grupe    | Portugalia | 0 - 2 | Elveția  | Înfrângere |
| Sferturi | Portugalia | 2 - 3 | Germania | Înfrângere |

| Grupe          | Portugalia | 1 - 2 | Grecia        | Înfrângere |
| Grupe          | Portugalia | 2 - 0 | Rusia         | Victorie   |
| Grupe          | Portugalia | 1 - 0 | Spania        | Victorie   |
| Sferturi       | Portugalia | 2 - 2 | Anglia        | Egal       |
| Sferturi       | Portugalia | 6 - 5 | Anglia        | Penalty    |
| Semifinale     | Portugalia | 2 - 1 | Țările de Jos | Victorie   |
| Vice-campioană | Portugalia | 0 - 1 | Grecia        | Înfrângere |

| Grupe      | Portugalia | 3 - 2 | Anglia   | Victorie   |
| Grupe      | Portugalia | 1 - 0 | România  | Victorie   |
| Grupe      | Portugalia | 3 - 0 | Germania | Victorie   |
| Sferturi   | Portugalia | 2 - 0 | Turcia   | Victorie   |
| Semifinale | Portugalia | 1 - 2 | Franța   | Înfrângere |

| Grupe    | Portugalia | 1 - 1 | Danemarca | Egal       |
| Grupe    | Portugalia | 1 - 0 | Turcia    | Victorie   |
| Grupe    | Portugalia | 3 - 0 | Croația   | Victorie   |
| Sferturi | Portugalia | 0 - 1 | Cehia     | Înfrângere |

| Grupe      | Portugalia | 0 - 0 | Germania de Vest | Egal       |
| Grupe      | Portugalia | 1 - 1 | Spania           | Egal       |
| Grupe      | Portugalia | 1 - 0 | România          | Victorie   |
| Semifinale | Portugalia | 2 - 3 | Franța           | Înfrângere |

### Adversari
| Adversar      | Meciuri | Victorie | Egal | Înfrângere |           | Adversar | Meciuri | Victorie | Egal | Înfrângere |
| ------------- | ------- | -------- | ---- | ---------- | --------- | -------- | ------- | -------- | ---- | ---------- |
| Germania      | 5       | 1        | 1    | 3          | Franța    | 5        | 1       | 2        | 2    |            |
| Cehia         | 4       | 3        | 0    | 1          | Spania    | 3        | 1       | 2        | 0    |            |
| Turcia        | 4       | 4        | 0    | 0          | Anglia    | 2        | 1       | 1        | 0    |            |
| Croația       | 2       | 2        | 0    | 0          | Danemarca | 2        | 1       | 1        | 0    |            |
| Grecia        | 2       | 0        | 0    | 2          | România   | 2        | 2       | 0        | 0    |            |
| Țările de Jos | 2       | 2        | 0    | 0          | Ungaria   | 2        | 1       | 1        | 0    |            |
| Austria       | 1       | 0        | 1    | 0          | Belgia    | 1        | 0       | 0        | 1    |            |
| Elveția       | 1       | 0        | 0    | 1          | Islanda   | 1        | 0       | 1        | 0    |            |
| Polonia       | 1       | 0        | 1    | 0          | Rusia     | 1        | 1       | 0        | 0    |            |
| Țara Galilor  | 1       | 1        | 0    | 0          | Georgia   | 1        | 0       | 0        | 1    |            |
| Slovenia      | 1       | 0        | 1    | 0          |           |          |         |          |      |            |
| 11 echipe     | 24      | 13       | 4    | 7          | 10 echipe | 20       | 8       | 8        | 4    |            |

## Jucători

### Lotul actual
Următorii 27 de jucători au fost convocați pentru finala Ligii Națiunilor UEFA din 2025 împotriva Germaniei și Spaniei sau Franței, care va avea loc în zilele de 4 și 8 iunie 2025, respectiv.
Meciuri și goluri actualizate la 23 martie 2025, după meciul cu  Danemarca.
| Nr. | Poz. | Jucător                       | Data nașterii (vârsta)         | Selecții | Goluri | Club                    |
| --- | ---- | ----------------------------- | ------------------------------ | -------- | ------ | ----------------------- |
|     | P    | Diogo Costa                   | 19 septembrie 1999 (25 de ani) | 34       | 0      | Porto                   |
|     | P    | José Sá                       | 17 ianuarie 1993 (32 de ani)   | 3        | 0      | Wolverhampton Wanderers |
|     | P    | Rui Silva                     | 7 februarie 1994 (31 de ani)   | 1        | 0      | Sporting CP             |
|     |      |                               |                                |          |        |                         |
|     | F    | Rúben Dias                    | 14 mai 1997 (28 de ani)        | 66       | 3      | Manchester City         |
|     | F    | Nélson Semedo                 | 16 noiembrie 1993 (31 de ani)  | 42       | 0      | Wolverhampton Wanderers |
|     | F    | Nuno Mendes                   | 19 iunie 2002 (23 de ani)      | 35       | 0      | Paris Saint-Germain     |
|     | F    | Diogo Dalot                   | 18 martie 1999 (26 de ani)     | 29       | 3      | Manchester United       |
|     | F    | António Silva                 | 30 octombrie 2003 (21 de ani)  | 17       | 0      | Benfica                 |
|     | F    | Gonçalo Inácio                | 25 august 2001 (23 de ani)     | 14       | 2      | Sporting CP             |
|     | F    | Renato Veiga                  | 29 iulie 2003 (22 de ani)      | 4        | 0      | Chelsea                 |
|     | F    | Nuno Tavares                  | 26 ianuarie 2000 (25 de ani)   | 1        | 0      | Lazio                   |
|     |      |                               |                                |          |        |                         |
|     | M    | Bernardo Silva (vice-captain) | 10 august 1994 (31 de ani)     | 100      | 13     | Manchester City         |
|     | M    | Bruno Fernandes               | 8 septembrie 1994 (30 de ani)  | 78       | 25     | Manchester United       |
|     | M    | Rúben Neves                   | 13 martie 1997 (28 de ani)     | 56       | 0      | Al-Hilal                |
|     | M    | João Palhinha                 | 9 iulie 1995 (30 de ani)       | 33       | 2      | Bayern Munich           |
|     | M    | Vitinha                       | 13 februarie 2000 (25 de ani)  | 27       | 0      | Paris Saint-Germain     |
|     | M    | João Neves                    | 27 septembrie 2004 (20 de ani) | 14       | 0      | Paris Saint-Germain     |
|     | M    | Pedro Gonçalves               | 28 iunie 1998 (27 de ani)      | 3        | 0      | Sporting CP             |
|     |      |                               |                                |          |        |                         |
|     | A    | Cristiano Ronaldo (căpitan)   | 5 februarie 1985 (40 de ani)   | 219      | 136    | Al-Nassr                |
|     | A    | Diogo Jota                    | 4 decembrie 1996 (28 de ani)   | 47       | 14     | Liverpool               |
|     | A    | João Félix                    | 10 noiembrie 1999 (25 de ani)  | 45       | 9      | Chelsea                 |
|     | A    | Rafael Leão                   | 10 iunie 1999 (26 de ani)      | 39       | 5      | Milan                   |
|     | A    | Gonçalo Ramos                 | 20 iunie 2001 (24 de ani)      | 15       | 9      | Paris Saint-Germain     |
|     | A    | Pedro Neto                    | 9 martie 2000 (25 de ani)      | 15       | 2      | Chelsea                 |
|     | A    | Francisco Trincão             | 29 decembrie 1999 (25 de ani)  | 10       | 2      | Sporting CP             |
|     | A    | Francisco Conceição           | 14 decembrie 2002 (22 de ani)  | 9        | 1      | Juventus                |
|     | A    | Rodrigo Mora                  | 5 mai 2007 (18 ani)            | 0        | 0      | Porto                   |

### Cele mai multe apariții

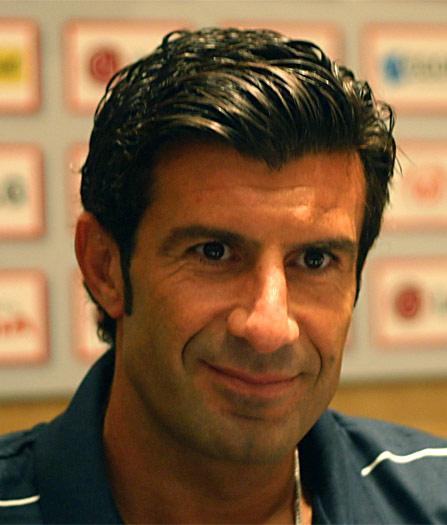
Luís Figo este al doilea cel mai selcționat jucător al Portugalei cu 127 de selecții.

La 23 martie 2025.
Jucătorii cu aldin sunt activi în prezent.
| Loc | Jucător           | Selecții | Goluri | Perioada     |
| --- | ----------------- | -------- | ------ | ------------ |
| 1   | Cristiano Ronaldo | 219      | 136    | 2003–prezent |
| 2   | João Moutinho     | 146      | 7      | 2005–2022    |
| 3   | Pepe              | 141      | 8      | 2007–2024    |
| 4   | Luís Figo         | 127      | 32     | 1991–2006    |
| 5   | Nani              | 112      | 24     | 2006–2017    |
| 6   | Fernando Couto    | 110      | 8      | 1990–2004    |
| 7   | Rui Patrício      | 108      | 0      | 2010–prezent |
| 8   | Bernardo Silva    | 100      | 13     | 2015–prezent |
| 9   | Bruno Alves       | 96       | 11     | 2007–2018    |
| 10  | Rui Costa         | 94       | 26     | 1993–2004    |

### Marcatori

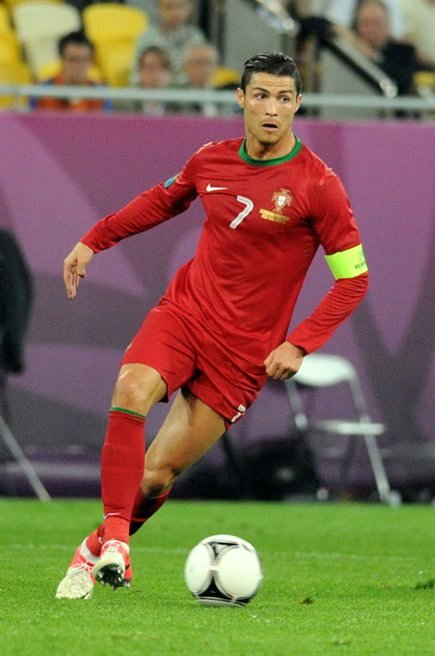
Cristiano Ronaldo este golgheterul all-time al Portugaliei cu 130 de goluri.

Actualizat pe 15 iunie 2024.
Jucătorii cu aldin sunt activi în prezent.
| #  | Nume              | Goluri | Selecții | Media | Prima selecție    | Ultima selecție   |
| -- | ----------------- | ------ | -------- | ----- | ----------------- | ----------------- |
| 1  | Cristiano Ronaldo | 130    | 207      | 0.63  | 20 august 2003    | 11 iunie 2024     |
| 2  | Pauleta           | 47     | 88       | 0.53  | 20 august 1997    | 8 iulie 2006      |
| 3  | Eusébio           | 41     | 64       | 0.64  | 8 octombrie 1961  | 13 octombrie 1973 |
| 4  | Luís Figo         | 32     | 127      | 0.25  | 12 octombrie 1991 | 8 iulie 2006      |
| 5  | Nuno Gomes        | 29     | 79       | 0.37  | 24 ianuarie 1996  | 11 octombrie 2011 |
| 6  | Hélder Postiga    | 27     | 71       | 0.38  | 13 iunie 2003     | 14 noiembrie 2014 |
| 7  | Rui Costa         | 26     | 94       | 0.28  | 31 martie 1993    | 4 iulie 2004      |
| 8  | Nani              | 24     | 112      | 0.21  | 1 septembrie 2006 | 2 iulie 2017      |
| 9  | João Pinto        | 23     | 81       | 0.30  | 12 octombrie 1991 | 14 iunie 2002     |
| 10 | Bruno Fernandes   | 22     | 67       | 0.33  | 28 august 2017    | 11 iunie 2024     |
| 10 | Nené              | 22     | 66       | 0.33  | 21 aprilie 1971   | 23 iunie 1984     |
| 10 | Simão             | 22     | 85       | 0.26  | 18 octombrie 1998 | 29 iunie 2010     |

     Jucătorii sunt activi la națională

## Antrenorii cu cele mai multe victorii

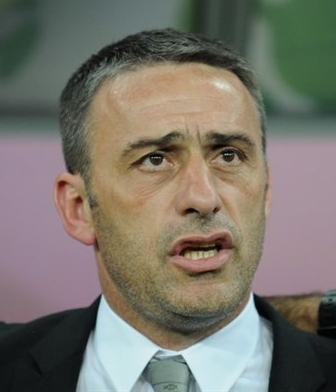
Paulo Bento a preluat naționala în 2010

La 11 septembrie 2014.
| Luiz Felipe Scolari | 2003–2008            | 74 | 42 | 18 | 14 | 57 |
| António Oliveira    | 1994–1996, 2000–2002 | 43 | 25 | 10 | 8  | 58 |
| Carlos Queiroz      | 1991–1993, 2008–2010 | 49 | 25 | 16 | 8  | 54 |
| Paulo Bento         | 2010-2014            | 44 | 24 | 11 | 9  | 59 |